# Чиро Іммобіле
Чиро Іммобіле (італ. Ciro Immobile; нар. 20 лютого 1990, Торре-Аннунціата) — італійський футболіст, нападник клубу «Болонья» в минулому гравець національної збірної Італії.

## Клубна кар'єра
Народився 20 лютого 1990 року в місті Торре-Аннунціата. Вихованець юнацьких команд футбольних клубів «Сорренто» та «Ювентус».
У червні 2008 року Чиро Іммобіле із команди Серії С2 «Сорренто» перейшов до туринського «Ювентуса».
Згодом з 2010 по 2013 рік грав у складі команд клубів «Сієна», «Гроссето», «Пескара» та «Дженоа».
До складу «Торіно» приєднався 2013 року. Відіграв за туринську команду 33 матчі в національному чемпіонаті, в яких 22 рази відзначався забитими голами і став кращим бомбардиром Серії А в сезоні 2013/14.
Влітку 2014 року забивного форварда придбала дортмундська «Боруссія», підписавши з ним п'ятирічний контракт. За забивного нападника німецький клуб заплатив 19 мільйонів євро. Утім, результативність Чиро Іммобіле в Бундеслізі різко впала - усього 3 м'ячі в 24 матчах. 
Влітку 2015 року на правах оренди перейшов до іспанської «Севільї», де також не став основним форвардом. У січні 2016 також на правах оренди до кінця сезону перейшов до клубу «Торіно».
27 липня 2016 уклав контракт з столичним «Лаціо», за який виступав упродовж восьми сезонів. Осінню 2021 року Чиро Іммобіле забив свій 160-й гол за «Лаціо» у всіх турнірах і став найкращим бомбардиром в історії клубу. Також він тричі вигравши гонку бомбардирів Серії А в сезонах 2017/18, 2019/20, 2021/22.

### Виступи за збірні
Протягом 2009—2013 років залучався до складу молодіжної збірної Італії. На молодіжному рівні зіграв у 22 офіційних матчах. 2013 року став срібним призером тогорічної молодіжної першості Європи.
5 березня 2014 року дебютував в офіційних матчах у складі національної збірної Італії, вийшовши на заміну у товариській грі проти збірної Іспанії.

## Статистика виступів

### Статистика клубних виступів
Станом на 16 липня 2023 року
| Сезон               | Команда             | Чемпіонат           | Чемпіонат | Чемпіонат | Національний кубок | Національний кубок | Національний кубок | Континентальні кубки | Континентальні кубки | Континентальні кубки | Інші змагання | Інші змагання | Інші змагання | Усього | Усього |
| Сезон               | Команда             | Ліга                | Ігор      | Голів     | Ліга               | Ігор               | Голів              | Ліга                 | Ігор                 | Голів                | Ліга          | Ігор          | Голів         | Ігор   | Голів  |
| ------------------- | ------------------- | ------------------- | --------- | --------- | ------------------ | ------------------ | ------------------ | -------------------- | -------------------- | -------------------- | ------------- | ------------- | ------------- | ------ | ------ |
| 2008–09             | «Ювентус»           | A                   | 1         | 0         | КІ                 | 0                  | 0                  | ЛЧ                   | 0                    | 0                    | -             | -             | -             | 1      | 0      |
| 2009–10             | «Ювентус»           | A                   | 2         | 0         | КІ                 | 1                  | 0                  | ЛЧ                   | 1                    | 0                    | -             | -             | -             | 4      | 0      |
| Усього за «Ювентус» | Усього за «Ювентус» | Усього за «Ювентус» | 3         | 0         |                    | 1                  | 0                  |                      | 1                    | 0                    |               |               |               | 5      | 0      |
| 2010-січ. 2011      | «Сієна»             | B                   | 4         | 1         | КІ                 | 2                  | 1                  | -                    | -                    | -                    | -             | -             | -             | 6      | 2      |
| січ.-сер. 2011      | «Гроссето»          | B                   | 16        | 1         | КІ                 | -                  | -                  | -                    | -                    | -                    | -             | -             | -             | 16     | 1      |
| 2011–12             | «Пескара»           | B                   | 37        | 28        | КІ                 | -                  | -                  | -                    | -                    | -                    | -             | -             | -             | 37     | 28     |
| 2012–13             | «Дженоа»            | A                   | 33        | 5         | КІ                 | 1                  | 0                  | -                    | -                    | -                    | -             | -             | -             | 34     | 5      |
| 2013–14             | «Торіно»            | A                   | 33        | 22        | КІ                 | 1                  | 1                  | -                    | -                    | -                    | -             | -             | -             | 34     | 23     |
| 2014–15             | «Боруссія» Д        | БЛ                  | 24        | 3         | КН                 | 3                  | 3                  | ЛЧ                   | 6                    | 4                    | СК            | 1             | 0             | 34     | 10     |
| 2015-січ. 2016      | «Севілья»           | ЛЛ                  | 8         | 2         | КІ                 | 3                  | 2                  | ЛЧ                   | 3                    | 0                    | СК            | 1             | 0             | 15     | 4      |
| січ.-лип. 2016      | «Торіно»            | A                   | 14        | 5         | КІ                 | 0                  | 0                  | -                    | -                    | -                    | -             | -             | -             | 14     | 5      |
| 2016-2017           | «Лаціо»             | A                   | 36        | 23        | КІ                 | 5                  | 3                  | -                    | -                    | -                    | -             | -             | -             | 41     | 26     |
| 2017-2018           | «Лаціо»             | A                   | 33        | 29        | КІ                 | 4                  | 2                  | ЛЄ                   | 9                    | 8                    | СІ            | 1             | 2             | 47     | 41     |
| 2018-2019           | «Лаціо»             | A                   | 36        | 15        | КІ                 | 5                  | 3                  | ЛЄ                   | 5                    | 1                    | -             | -             | -             | 46     | 19     |
| 2019-2020           | «Лаціо»             | A                   | 37        | 36        | КІ                 | 2                  | 1                  | ЛЄ                   | 4                    | 2                    | СІ            | 1             | 0             | 44     | 39     |
| 2020–21             | «Лаціо»             | A                   | 35        | 20        | КІ                 | 1                  | 0                  | ЛЧ                   | 5                    | 5                    | -             | -             | -             | 41     | 25     |
| 2021–22             | «Лаціо»             | A                   | 31        | 27        | КІ                 | 2                  | 1                  | ЛЄ                   | 7                    | 4                    | -             | -             | -             | 40     | 32     |
| 2022–23             | «Лаціо»             | A                   | 31        | 12        | КІ                 | 1                  | 0                  | ЛЄ+ЛК                | 4+2                  | 1+1                  | -             | -             | -             | 38     | 14     |
| Усього за «Лаціо»   | Усього за «Лаціо»   | Усього за «Лаціо»   | 239       | 162       |                    | 20                 | 10                 |                      | 36                   | 22                   |               | 2             | 2             | 297    | 196    |
| Усього за кар'єру   | Усього за кар'єру   | Усього за кар'єру   | 411       | 229       |                    | 31                 | 17                 |                      | 46                   | 26                   |               | 4             | 2             | 492    | 274    |

### Статистика виступів за збірну
Станом на 20 серпня 2022 року
| Дата       | Місто             | Господарі   | Результат               | Гості                | Турнір                                    | Голи | Примітки |
| ---------- | ----------------- | ----------- | ----------------------- | -------------------- | ----------------------------------------- | ---- | -------- |
| 5-3-2014   | Мадрид            | Іспанія     | 1 – 0                   | Італія               | товариський матч                          | -    | 69'      |
| 31-5-2014  | Лондон            | Італія      | 0 – 0                   | Ірландія             | товариський матч                          | -    | 57'      |
| 14-6-2014  | Манаус            | Англія      | 1 – 2                   | Італія               | ЧС 2014 - груповий етап                   | -    | 73'      |
| 24-6-2014  | Натал             | Італія      | 0 – 1                   | Уругвай              | ЧС 2014 - груповий етап                   | -    | 71'      |
| 4-9-2014   | Барі              | Італія      | 2 – 0                   | Нідерланди           | товариський матч                          | 1    | 76'      |
| 9-9-2014   | Осло              | Норвегія    | 0 – 2                   | Італія               | Відбір до ЧЄ 2016                         | -    |          |
| 10-10-2014 | Палермо           | Італія      | 2 – 1                   | Азербайджан          | Відбір до ЧЄ 2016                         | -    |          |
| 13-10-2014 | Та-Калі           | Мальта      | 0 – 1                   | Італія               | Відбір до ЧЄ 2016                         | -    | 65'      |
| 16-11-2014 | Мілан             | Італія      | 1 – 1                   | Хорватія             | Відбір до ЧЄ 2016                         | -    | 46', 52' |
| 28-3-2015  | Софія             | Болгарія    | 2 – 2                   | Італія               | Відбір до ЧЄ 2016                         | -    | 83'      |
| 31-3-2015  | Турин             | Італія      | 1 – 1                   | Англія               | товариський матч                          | -    | 61'      |
| 16-6-2015  | Женева            | Італія      | 0 – 1                   | Португалія           | товариський матч                          | -    | 73'      |
| 6-6-2016   | Верона            | Італія      | 2 – 0                   | Фінляндія            | товариський матч                          | -    |          |
| 13-6-2016  | Ліон              | Бельгія     | 0 – 2                   | Італія               | ЧЄ 2016 - груповий етап                   | -    | 75'      |
| 22-6-2016  | Лілль             | Італія      | 0 – 1                   | Ірландія             | ЧЄ 2016 - груповий етап                   | -    | 74'      |
| 5-9-2016   | Хайфа             | Ізраїль     | 1 – 3                   | Італія               | Відбір до ЧС 2018                         | 1    | 70'      |
| 6-10-2016  | Турин             | Італія      | 1 – 1                   | Іспанія              | Відбір до ЧС 2018                         | -    | 60'      |
| 9-10-2016  | Скоп'є            | Македонія   | 2 – 3                   | Італія               | Відбір до ЧС 2018                         | 2    |          |
| 12-11-2016 | Вадуц             | Ліхтенштейн | 0 – 4                   | Італія               | Відбір до ЧС 2018                         | 1    | 81'      |
| 15-11-2016 | Мілан             | Італія      | 0 – 0                   | Німеччина            | товариський матч                          | -    | 89'      |
| 24-3-2017  | Палермо           | Італія      | 2 – 0                   | Албанія              | Відбір до ЧС 2018                         | 1    |          |
| 28-3-2017  | Амстердам         | Нідерланди  | 1 – 2                   | Італія               | товариський матч                          | -    | 53'      |
| 7-6-2017   | Ніцца             | Італія      | 3 – 0                   | Уругвай              | товариський матч                          | -    | 40', 82' |
| 11-6-2017  | Удіне             | Італія      | 5 – 0                   | Ліхтенштейн          | Відбір до ЧС 2018                         | -    | 67'      |
| 2-9-2017   | Мадрид            | Іспанія     | 3 – 0                   | Італія               | Відбір до ЧС 2018                         | -    | 78'      |
| 5-9-2017   | Реджо-нель-Емілія | Італія      | 1 – 0                   | Ізраїль              | Відбір до ЧС 2018                         | 1    | 86'      |
| 6-10-2017  | Турин             | Італія      | 1 – 1                   | Македонія            | Відбір до ЧС 2018                         | -    |          |
| 9-10-2017  | Шкодер            | Албанія     | 0 – 1                   | Італія               | Відбір до ЧС 2018                         | -    |          |
| 10-11-2017 | Сульна            | Швеція      | 1 – 0                   | Італія               | Відбір до ЧС 2018                         | -    |          |
| 13-11-2017 | Мілан             | Італія      | 0 – 0                   | Швеція               | Відбір до ЧС 2018                         | -    | 90+2'    |
| 23-3-2018  | Манчестер         | Аргентина   | 2 – 0                   | Італія               | товариський матч                          | -    | 74'      |
| 27-3-2018  | Лондон            | Англія      | 1 – 1                   | Італія               | товариський матч                          | -    | 64'      |
| 10-9-2018  | Лісабон           | Португалія  | 1 – 0                   | Італія               | Ліга націй УЄФА 2018-2019 - груповий етап | -    | кап. 59' |
| 10-10-2018 | Генуя             | Італія      | 1 – 1                   | Україна              | товариський матч                          | -    | 57'      |
| 17-11-2018 | Мілан             | Італія      | 0 – 0                   | Португалія           | Ліга націй УЄФА 2018-2019 - груповий етап | -    | 74'      |
| 23-3-2019  | Удіне             | Італія      | 2 – 0                   | Фінляндія            | Відбір до ЧЄ 2020                         | -    | 80'      |
| 8-9-2019   | Тампере           | Фінляндія   | 1 – 2                   | Італія               | Відбір до ЧЄ 2020                         | 1    | 76'      |
| 12-10-2019 | Рим               | Італія      | 2 – 0                   | Греція               | Відбір до ЧЄ 2020                         | -    | 80'      |
| 18-11-2019 | Палермо           | Італія      | 9 – 1                   | Вірменія             | Відбір до ЧЄ 2020                         | 2    |          |
| 4-9-2020   | Флоренція         | Італія      | 1 – 1                   | Боснія і Герцеговина | Ліга націй УЄФА 2020-2021 - 1-й етап      | -    | 73'      |
| 7-9-2020   | Амстердам         | Нідерланди  | 0 – 1                   | Італія               | Ліга націй УЄФА 2020-2021 - 1-й етап      | -    |          |
| 14-10-2020 | Бергамо           | Італія      | 1 – 1                   | Нідерланди           | Ліга націй УЄФА 2020-2021 - 1-й етап      | -    |          |
| 25-3-2021  | Парма             | Італія      | 2 – 0                   | Північна Ірландія    | Відбір до ЧС 2022                         | 1    |          |
| 28-3-2021  | Софія (місто)     | Болгарія    | 0 – 2                   | Італія               | Відбір до ЧС 2022                         | -    | 75'      |
| 31-3-2021  | Вільнюс           | Литва       | 0 – 2                   | Італія               | Відбір до ЧС 2022                         | 1    | кап.     |
| 4-6-2021   | Болонья           | Італія      | 4 – 0                   | Чехія                | товариський матч                          | 1    | 77'      |
| 11-6-2021  | Рим               | Туреччина   | 0 – 3                   | Італія               | ЧЄ 2020 - 1-й етап                        | 1    | 81'      |
| 16-6-2021  | Рим               | Італія      | 3 – 0                   | Швейцарія            | ЧЄ 2020 - 1-й етап                        | 1    |          |
| 26-6-2021  | Лондон            | Італія      | 2 – 1 д.ч.              | Австрія              | ЧЄ 2020 - 1/8 фіналу                      | -    | 84'      |
| 2-7-2021   | Мюнхен            | Бельгія     | 1 – 2                   | Італія               | ЧЄ 2020 - чвертьфінал                     | -    | 74'      |
| 6-7-2021   | Лондон            | Італія      | 1 – 1 д.ч. (4 – 2 п.п.) | Іспанія              | ЧЄ 2020 - півфінал                        | -    | 62'      |
| 11-7-2021  | Лондон            | Італія      | 1 – 1 д.ч. (3 – 2 п.п.) | Англія               | ЧЄ 2020 - Фінал                           | -    | 55'      |
| 2-9-2021   | Флоренція         | Італія      | 1 – 1                   | Болгарія             | Відбір до ЧС 2022                         | -    | 76'      |
| 5-9-2021   | Базель            | Швейцарія   | 0 – 0                   | Італія               | Відбір до ЧС 2022                         | -    | 59'      |
| 24-3-2022  | Палермо           | Італія      | 0 – 1                   | Північна Македонія   | Відбір до ЧС 2022                         | -    | кап. 77' |
| Усього     |                   | Матчів      | 55                      |                      | Голів (18 місце)                          | 15   |          |

| Дата       | Місто               | Господарі  | Результат | Гості       | Турнір                             | Голи | Примітки |
| ---------- | ------------------- | ---------- | --------- | ----------- | ---------------------------------- | ---- | -------- |
| 25-3-2009  | Відень              | Австрія    | 2 – 2     | Італія      | Товариський матч                   | -    | 74'      |
| 25-4-2012  | Единбург            | Шотландія  | 1 – 4     | Італія      | Товариський матч                   | 1    | 78'      |
| 4-6-2012   | Слайго              | Ірландія   | 2 – 2     | Італія      | Кваліфікація молодіжного Євро-2013 | 1    | 85'      |
| 15-8-2012  | Леуварден           | Нідерланди | 0 – 3     | Італія      | Товариський матч                   | 1    |          |
| 6-9-2012   | Казарано            | Італія     | 7 – 0     | Ліхтенштейн | Кваліфікація молодіжного Євро-2013 | 1    | 58'      |
| 10-9-2012  | Казарано            | Італія     | 2 – 4     | Ірландія    | Кваліфікація молодіжного Євро-2013 | -    | 58'      |
| 12-10-2012 | Пескара             | Італія     | 1 – 0     | Швеція      | Кваліфікація молодіжного Євро-2013 | 1    | 58'      |
| 16-10-2012 | Кальмар (місто)     | Швеція     | 2 – 3     | Італія      | Кваліфікація молодіжного Євро-2013 | 1    | 90'      |
| 13-11-2012 | Сієна               | Італія     | 1 – 3     | Іспанія     | Товариський матч                   | -    | 46'      |
| 6-2-2013   | Андрія              | Італія     | 1 – 0     | Німеччина   | Товариський матч                   | -    | 75'      |
| 22-3-2013  | Читтаделла          | Італія     | 2 – 0     | Росія       | Товариський матч                   | 1    | 65'      |
| 25-3-2013  | Бассано-дель-Граппа | Італія     | 1 – 0     | Україна     | Товариський матч                   | 1    | 89'      |
| 5-6-2013   | Тель-Авів           | Англія     | 0 – 1     | Італія      | Молодіжне Євро-2013 - 1-й етап     | -    | 60'      |
| 8-6-2013   | Тель-Авів           | Італія     | 4 – 0     | Ізраїль     | Молодіжне Євро-2013 - 1-й етап     | -    |          |
| 15-6-2013  | Петах-Тіква         | Італія     | 1 – 0     | Нідерланди  | Молодіжне Євро-2013 - півфінал     | -    | 63'      |
| 18-6-2013  | Єрусалим            | Італія     | 2 – 4     | Іспанія     | Молодіжне Євро-2013 - Фінал        | 1    | 58'      |
| Усього     |                     | Матчів     | 16        |             | Голів                              | 9    |          |

## Титули і досягнення
- Чемпіон Європи: 2020
- Найкращий бомбардир Серії A: 2013–14 (22), 2017–18 (29), 2019–20 (36), 2021–22 (27)
- Найкращий бомбардир Серії B: 2011–12 (28)
- Найкращий гравець Серії B: 2012
- Володар Суперкубка Німеччини з футболу (1):

«Боруссія» (Дортмунд): 2014
- Володар Суперкубка Італії (2):

«Лаціо»: 2017, 2019
- Володар Кубка Італії (1):

«Лаціо»: 2018-19
- Володар Суперкубка Туреччини (1):

«Бешикташ»: 2024